# Кордлар (Урмія)
Кордлар (перс. كردلر‎‎) — село в Ірані, входить до складу дехестану Бакешлучай у Центральному бахші шахрестану Урмія провінції Західний Азербайджан.